# Рид, Этель
Этель Рид (англ. Ethel Reed; 1876—1912) — американская художница, график.

## Биография
Этель Рид родилась в Ньюберипорте, штат Массачусетс, в семье фотографа. Образование получила в Cowles Art School и у художницы-миниатюристки Лоры Хилл.
Этель, основой творческого метода которой послужил портретный этюд с натуры, много и успешно работала. Признание получила после того, как оформила в 1895 году книгу Гертруды Смит. Легко узнаваемая манера, в которой были выполнены иллюстрации к этой книге, стала её фирменным стилем, она стала выпускать много плакатов.
Английский журнал «Панч» периодически заказывал у неё карикатуры, в США же работала практически только с издательством «Лемсон, Вольф и компания» в Бостоне и Нью-Йорке.
В середине 1890-х была помолвлена с художником Филиппом Лесли Хейлом. Однако помолвка была разорвана. В 1896 году она уехала с матерью в Европу. В 1897 они осели в Лондоне, где Рид работала иллюстратором и сотрудничала в том числе с журналом «Желтая книга». Сведения о её дальнейшей судьбе очень скудны.
Работы Рид выставлялись в Метрополитен-музее, Музее современного искусства в Нью-Йорке, Музее изобразительных искусств Сан-Франциско и др.